# Karbinci (kommun)
Karbinci (makedonska: Карбинци, albanska: Komuna e Karbincës) är en kommun i Nordmakedonien. Den ligger i den centrala delen av landet, 70 km öster om huvudstaden Skopje. Antalet invånare är 4 012. Arean är 230 kvadratkilometer.
Följande samhällen finns i Karbinci:
- Karbinci
- Star Karaorman